# ジェイ・ギボンズ
ジェイ・ジョナサン・ギボンズ（Jay Jonathan Gibbons, 1977年3月2日 - ）は、アメリカ合衆国ミシガン州ロチェスター出身の元プロ野球選手（外野手）。左投左打。

## 経歴

### プロ入り - ブルージェイズ時代 (1998 - 2000)
1998年6月2日、ドラフト14巡目でトロント・ブルージェイズから指名され、6月4日に契約を結んだ。契約後、マイナーリーグのルーキー級、メディシンハット・ブルージェイズに配属され、73試合に出場。打率.397・19本塁打・98打点・2盗塁・OPS1.157という成績を残し、同年のパイオニアリーグで三冠王に輝いた。また、守備面では35試合でファーストを守り、6失策・守備率.983という成績を残した。
1999年は、A+級のダニーディン・ブルージェイズとA級のヘイガーズタウン・サンズの2階級でプレー。ダニーディンでは60試合に出場し、打率.311・9本塁打・39打点・2盗塁・OPS0.887という成績を記録。そしてヘイガーズタウンでは71試合に出場し、打率.305・16本塁打・69打点・3盗塁・OPS0.921という成績を記録した。2階級計では、131試合の出場で打率.308・25本塁打・108打点・5盗塁・OPS0.907という成績だった。守備面では、79試合でファーストを守って10失策・守備率.987を記録したほか、レフトを9試合、ライトを2試合で守った (いずれも2階級計) 。
2000年は、AA級のテネシー・スモーキーズに昇格して132試合に出場し、打率.321・19本塁打・75打点・3盗塁・OPS0.929という成績を記録。マイナーではあるが、プロ1年目から3年連続で、打率.300とOPS0.900をクリアした。守備では101試合でファーストの守りに就き、8失策・守備率.991という成績を記録。また、12試合でレフトを守り、こちらは無失策だった。

### オリオールズ時代 (2001 - 2007)
2000年12月11日に、ルール5ドラフトでボルチモア・オリオールズへ移籍した。
2001年4月6日のクリーブランド・インディアンス戦で、メジャーデビューを果たした。デビュー戦は代打での出場で、ヒットは放てなかった。同年は73試合に出場し、打率.236・15本塁打・36打点・OPS0.781という成績を残した。守備では、マイナー時代と違って外野手としての機会の方が多く、レフトを28試合、ファーストを7試合で守った。また、指名打者としても28試合に出場した。
2002年は、136試合の出場で打率.247・28本塁打・69打点・1盗塁・OPS0.792という成績を残した。本塁打と打点は、チーム2位だった。守備はライトの守りに就いたのが最多で、92試合で1失策・守備率.995という成績を残した。次いで30試合でファーストを守り、こちらは1失策・守備率.996だった。オフに右手首の痛みを止める手術を受けた。
2003年は、キャリアハイの160試合に出場し、打率.277・23本塁打・100打点・OPS0.786という成績を残した。同年は、本塁打に拘らなくなったことで逆方向にライナーを飛ばせるようになり、二塁打の増加 (39本でリーグ10位タイ) に繋がった。守備では、144試合でライトを守って5失策・守備率.983・DRS-6を記録したほか、13試合でファーストの守りにも就いた。
2004年は、得意にしていたインコース低めのボールに対応出来なくなり、不振に陥った。最終的には97試合に出場し、打率.246・10本塁打・47打点・1盗塁・OPS0.682という成績に終わったが、メジャーデビューから4年連続で2ケタ本塁打はクリアした。守備面では、66試合でライトを守って2失策・守備率.984・DRS+6を記録した。また、ファースト (14試合) でもDRS+2を記録した。ちなみに同年は、AA級のボウイ・ベイソックスとA+級のフレデリック・キーズでも計8試合に出場しており、打率.115・1本塁打・6打点・OPS0.495を記録した。
2005年は、サミー・ソーサが加入したことでレギュラーを外されたが、ファーストとDHで出場しながら結果を残し、シーズン後半にはレギュラーに復帰。この年は139試合に出場して、打率.277・26本塁打・79打点・OPS0.833という成績を残した。ポジション別では、ライト71試合、ファースト22試合で守りに就き、DHとしては42試合に出場した。
2006年は、5月のロサンゼルス・エンゼルス・オブ・アナハイム戦で、守備時にフェンスに激突して負傷した為、約50試合を欠場した。9月24日のミネソタ・ツインズ戦では、ギボンズが放ったファウルボールがバックネットを越え、ギボンズ夫人の胸に直撃するアクシデントが発生したが、打撲で済んだ。この年は最終的には90試合に出場し、打率.277・13本塁打・46打点・OPS0.799という成績を残した。また、ボールを見ていくようになったことで四球が増え、出塁率が上昇。結果的に.341という数字は、メジャーで自己ベストだった。守備面では、44試合の右翼守備で2失策・守備率.980・DRS-4という成績を記録。また、DHとしても46試合に出場し、ファーストの守備に就く機会はなかった。
2007年は、84試合の出場で打率.230・6本塁打・28打点・OPS0.621という成績に終わり、メジャーデビュー以来6年連続だった2ケタ本塁打が途切れた。また、守備に就いたのはレフト43試合、ライト2試合だった。10月に、サンフランシスコ・クロニクルにてアナボリックステロイドとヒト成長ホルモンを購入していたことが報じられ、12月13日にはミッチェル報告書にも名前が載った。この為、翌2008年は15試合の出場停止処分を受け、3月29日にオリオールズからリリースされた。

### 独立リーグ時代 (2008)
2008年5月、ギボンズはメジャー30球団に書簡を出し、自身のサラリーをチャリティーで寄付することも申し出て契約のチャンスを嘆願したが、叶わなかった。結局、6月16日に独立リーグであるアトランティックリーグのロングアイランド・ダックスと契約を結んだ。ダックスでは27試合に出場し、打率.280・5本塁打・19打点・OPS0.860という成績を残した。守備では、ライト14試合とレフト12試合を守った。

### ブルワーズ時代 (2008)
7月22日になってブルワーズと契約し、MLBの組織に復帰した。契約後は、AAA級のナッシュビル・サウンズとAA級のハンツビル・スターズで計34試合に出場。打撃面では打率.308・5本塁打・17打点・OPS0.871という成績を記録。守備面ではライト17試合、レフト3試合、ファースト1試合で守りに就いた。結局、メジャーでは試合に出場せずじまいで、11月3日にFAとなった。また、同年オフはウィンターリーグであるLVBPでもプレー。ナベガンテス・デル・マガジャネスで36試合に出場し、打率.285・8本塁打・30打点・OPS0.919という成績を残した。

### マーリンズ時代 (2009)
2009年1月12日にフロリダ・マーリンズと契約を結んだが、3月13日に解雇された。結局、マーリンズの組織では試合に出場しなかった。

### 2度目の独立リーグ時代 (2009)
2009年は、その後アトランティックリーグのニューアーク・ベアーズと契約し、40試合に出場。打撃面では、打率.233・4本塁打・19打点・OPS0.672という成績を残した。また守備面では、38試合でライトを守り1失策・守備率.985という成績を残した。そして、オフにはLVBPのティブロネス・デ・ラ・グアイラでプレー。ここでは19試合に出場し、打率.389・7本塁打・18打点・OPS1.224という成績を残した。

### ドジャース時代 (2010 - 2011)
2010年1月12日、ロサンゼルス・ドジャースと契約を結んだ。そして、8月8日のワシントン・ナショナルズ戦に出場し、3年ぶりのメジャー復帰を果たした。ドジャースでは37試合に出場し、打率.280・5本塁打・17打点・OPS0.819という成績を残した。守備面ではレフト、ファースト、ライトの守りに就いた。なお、マイナーではAAA級のアルバカーキ・アイソトープスで95試合に出場し、打撃面では打率.347・19本塁打・83打点・OPS0.969という成績を記録。守備面では、ファースト、ライト、レフトの3ポジションを20試合以上で守った。11月1日にFAとなったが、3日後の11月4日に再契約した。ちなみに、同年LVBPではラ・グアイラでプレーし、4試合に出場した。
2011年は、目の不調の為、アルバカーキで調整していたが、5月3日にDLから復帰した。この年は最終的に24試合に出場し、打率.255・1本塁打・5打点・OPS0.668という打撃成績を残した。そして守備面では、レフト10試合とライト4試合で守りに就き、いずれも無失策だった。また、マイナーではアルバカーキとルーキー級のアリゾナリーグ・ドジャースで、計78試合に出場。2チームで打率.300・9本塁打・48打点・1盗塁・OPS0.851という成績を残した。9月29日にFAとなった。なお、LVBPでは3年連続でラ・グアイラでプレーし、6試合の出場で打率.048・1打点・OPS0.178という成績を残した。

### 2度目のブルワーズ時代 - 引退 (2012)
2012年2月22日、ブルワーズとキャリアで2度目の契約を結んだ。同年は、ナッシュビルとハンツビルで計58試合に出場して、打率.253・6本塁打・21打点・1盗塁・OPS0.776という成績を残した。守備面ではレフト18試合で無失策、ライト22試合で1失策・守備率.973・ファースト2試合で無失策という成績を残した。そして、7月9日に現役を引退した。ちなみに、同年はLVBPのカリベス・デ・アンソアテギでも3試合に出場した。

## 詳細情報

### 年度別打撃成績
| 年 度     | 球 団     | 試 合 | 打 席 | 打 数 | 得 点 | 安 打 | 二 塁 打 | 三 塁 打 | 本 塁 打 | 塁 打 | 打 点 | 盗 塁 | 盗 塁 死 | 犠 打 | 犠 飛 | 四 球 | 敬 遠 | 死 球 | 三 振 | 併 殺 打 | 打 率 | 出 塁 率 | 長 打 率 | O P S |
| --------- | --------- | ----- | ----- | ----- | ----- | ----- | -------- | -------- | -------- | ----- | ----- | ----- | -------- | ----- | ----- | ----- | ----- | ----- | ----- | -------- | ----- | -------- | -------- | ----- |
| 2001      | BAL       | 73    | 246   | 225   | 27    | 53    | 10       | 0        | 15       | 108   | 36    | 0     | 1        | 0     | 0     | 17    | 0     | 4     | 39    | 7        | .236  | .301     | .480     | .781  |
| 2002      | BAL       | 136   | 541   | 490   | 71    | 121   | 29       | 1        | 28       | 236   | 69    | 1     | 3        | 0     | 4     | 45    | 3     | 2     | 66    | 9        | .247  | .311     | .482     | .793  |
| 2003      | BAL       | 160   | 682   | 625   | 80    | 173   | 39       | 2        | 23       | 285   | 100   | 0     | 1        | 0     | 5     | 49    | 11    | 3     | 89    | 12       | .277  | .330     | .456     | .786  |
| 2004      | BAL       | 97    | 380   | 346   | 36    | 85    | 14       | 1        | 10       | 131   | 47    | 1     | 1        | 1     | 3     | 29    | 0     | 1     | 64    | 11       | .246  | .303     | .379     | .682  |
| 2005      | BAL       | 139   | 518   | 488   | 72    | 135   | 33       | 3        | 26       | 252   | 79    | 0     | 0        | 0     | 1     | 28    | 3     | 1     | 56    | 15       | .277  | .317     | .516     | .833  |
| 2006      | BAL       | 90    | 378   | 343   | 34    | 95    | 23       | 0        | 13       | 157   | 46    | 0     | 0        | 0     | 1     | 32    | 2     | 2     | 48    | 12       | .277  | .341     | .458     | .799  |
| 2007      | BAL       | 84    | 290   | 270   | 28    | 62    | 14       | 0        | 6        | 94    | 28    | 0     | 0        | 0     | 3     | 15    | 1     | 2     | 52    | 5        | .230  | .272     | .348     | .620  |
| 2010      | LAD       | 37    | 80    | 75    | 11    | 21    | 2        | 0        | 5        | 38    | 17    | 0     | 1        | 0     | 1     | 4     | 0     | 0     | 14    | 2        | .280  | .313     | .507     | .819  |
| 2011      | LAD       | 24    | 62    | 55    | 5     | 14    | 2        | 0        | 1        | 19    | 5     | 0     | 0        | 0     | 1     | 5     | 1     | 1     | 14    | 0        | .255  | .323     | .345     | .668  |
| 通算：9年 | 通算：9年 | 840   | 3177  | 2917  | 364   | 759   | 166      | 7        | 127      | 1320  | 427   | 2     | 7        | 1     | 19    | 224   | 21    | 16    | 442   | 73       | .260  | .315     | .453     | .767  |

- 2008年 - 2009年は試合出場なし。